# Сан-Мигель-Тотолапан
Сан-Мигель-Тотолапан (исп. San Miguel Totolapan) — населённый пункт и муниципалитет в Мексике, входит в штат Герреро.

## История
Город основан в 1873 году .